# طابع بريد

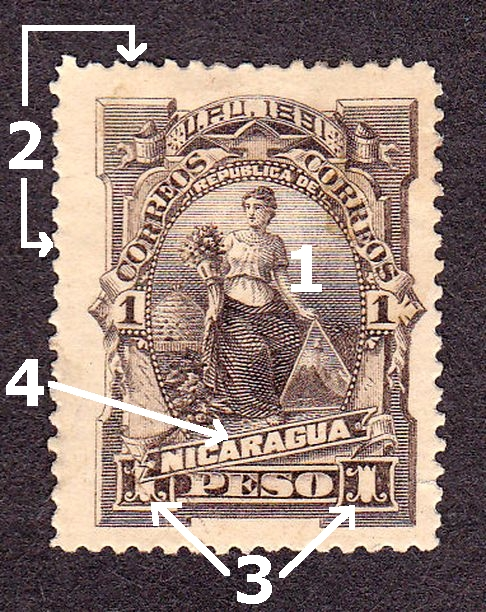
المكونات الرئيسية لطابع البريد:
1. الصورة
2. الحواف المثقبة
3. التسمية
4. اسم البلد

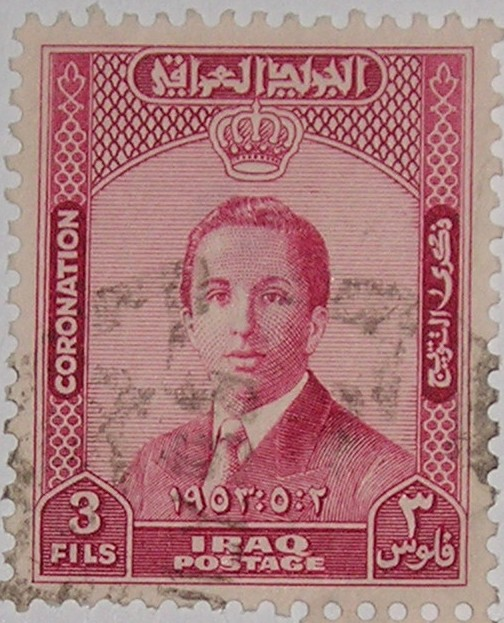
طابع بريدي للملك فيصل الثاني عام 1953م

طابع البريد أو الطابع البريدي علامة مميزة توضع على أغلفة ومظارف الرسائل أو الرزم المعدة للإرسال بالبريد تبين بأن أجرة البريد مدفوعة مسبقًا. الطابع يمكن ان يلصق على وثيقة ما تبين بان الرسوم مدفوعة وان الوثيقة أصولية ومعتمدة. تصدر الدول طوابع البريد بمناسبات مختلفة تخليداً لذكرى تلك المناسبة، وتباع تلك الطوابع لاستعمالها في البريد إضافة لهواة جمع الطوابع الذين يبحثون عن الطوابع النفيسة والقديمة والنادرة. وتسد بعض الدول جزء من موازنتها المالية من قيم الطوابع المباعة.

## التاريخ

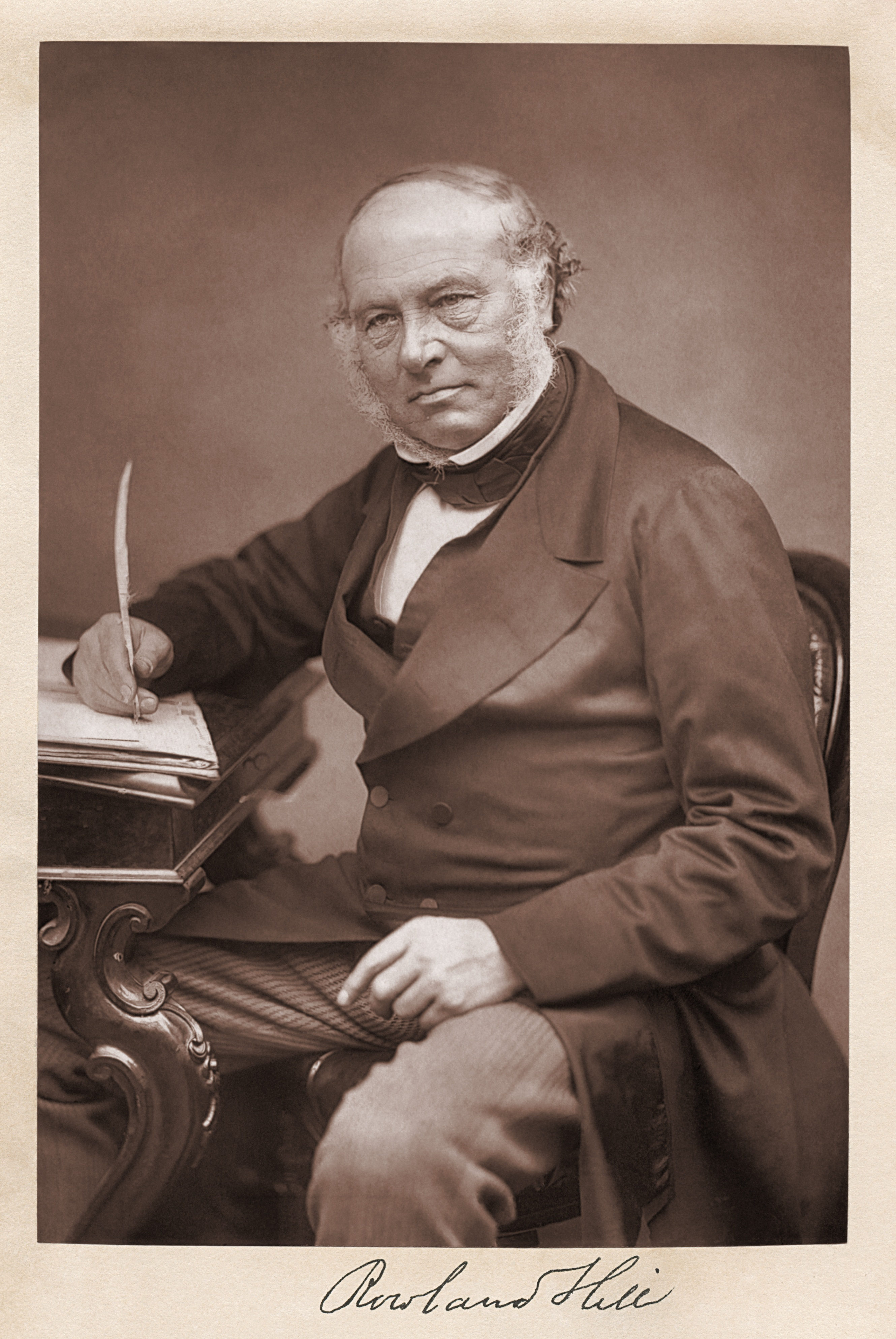
السير رولاند هيل مخترع فكرة طابع البريد

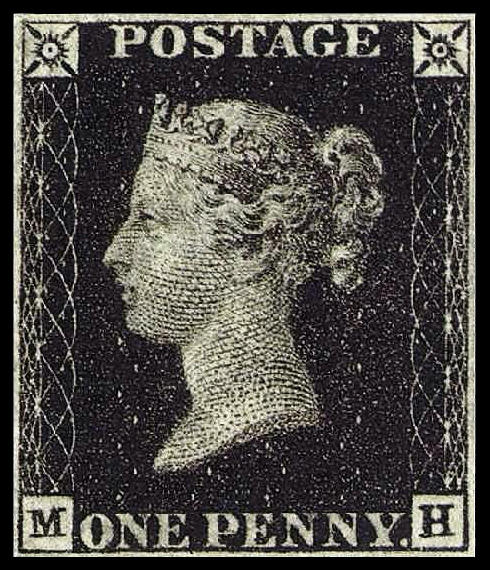
أول طابع بريد سمي ب"بيني بلاك", 1840

في ديسمبر عام 1837 نشر مدير البريد البريطاني السير رولاند هيل كتيبا بعنوان (إصلاحات البريد..أهميتها وقابليتها للتطبيق). وقد اقترح تخفيض الرسوم البريدية إلى الحد الأدنى، إضافة إلى اقتراحه نظاماً جديداً لجباية الرسوم البريدية لقاء الخدمات البريدية وذلك بأن يقوم المرسل بشراء «صورة صغيرة» ويلصقها فوق رسالته. وقد أثارت الفكرة الجديدة نقاشاً حاداً في البرلمان البريطاني فكان من يؤيدها والآخر يرفضها بحجة أنها فكرة لامعنى لها ووسيلة لتشويه وتلطيخ الخطابات. إلا أن البرلمان البريطاني وافق في النهاية على هذه الفكرة وتقرر طبع «الصورة الصغيرة» وأطلق عليها اسم «طابع».
تم إصدار أول طابع بريدي في إنجلترا 6 مايو عام 1840وهو يحمل صورة الملكة فيكتوريا وقد اقترح الصورة السير رولاند هيل وقد صدرت طبعتان من هذا الطابع إحداهما باللون الأسود والأخرى باللون الأزرق.
ثم كانت الولايات المتحدة الأمريكية ثاني دولة في العالم، وقد أصدرت طابعاً في نيويورك عام 1842 يحمل صورة رئيس الولايات المتحدة الأمريكية جورج واشنطن. ثم تبعتها مقاطعتي جنيف وزيوريخ في سويسرا ثم البرازيل عام 1843. وفي أول يناير 1849أصدرت فرنسا طابعاً يحمل الشكل الرمزي الدال على الحرية وقد استبدلت بهذا الشكل عام 1852 صورة الأمير لويس نابليون بونابرت، وفي عام 1853 أستبدلت العبارة المدونة «الجمهورية الفرنسية» بعبارة الأمبراطورية الفرنسية.
تلتها بعد ذلك عدة بلدان، من بينها بافاريا (ألمانيا) عام 1849و قد صدر أول طابع في مصر عام 1866في عهد الحكومة الخديوية.
بدأ بعض هواة جمع هذه الوريقات الملونة الصغيرة بجمعها في صناديق خشبية أو كتب أو حتى قاموا بتعليقها على جدران الحائط. أول ألبوم لجمع الطوابع تم طرحه للأسواق في عام 1862.

## الشكل والمحتوى
هناك أشكال عدة لطوابع البريد، فبعضها مربع أو مستطيل أو دائري او مثلث. ولقد انتشر الشكل المستطيل للطابع أكثر من غيرهِ، لأنهُ سهل اللصق على غلاف الرسائل المستطيلة الشكل. إن الشيء المميز والمشترك بين كل طوابع العالم هو حوافها المسننة نتيجة التثقيب بآلة خاصة لتسهيل القطع. لقد كان أول طابع بريد مثلث الشكل قد صدر عام 1853، في رأس الرجاء الصالح وقد بقيت الطوابع المثلثة تصدر بهذا الشكل حتى عام 1864، ثم استبدلت بطابع مستطيل الشكل. أما أصغر الطوابع البريدية حجماً فقد صدر في كولومبيا عام 1873، وكان بحجم 1× 1,2 سم. وكان أكبر الطوابع حجماً فقد صدر عام 1866 في الولايات المتحدة الأمريكية، وكان بمقاس 5,8 × 5,8 سم. وعادة يحتوي كل طابع على اسم البلد أو دائرة البريد المنتجة للطابع وعلى قيمته. كانت الطوابع تصدر في البداية لتكريم رؤساء وملوك البلاد، اليوم أصبحت مواضيع الطوابع مختلفة ومنوعة جدا. حيث جرت العادة أيضا بأن يكون للطابع فكرة معينة. ومعظم البلدان اليوم تدون تاريخ إصدار الطابع، عادة يكون التاريخ ممثلا بسنة الإصدار فقط. كانت بريطانيا هي الدولة الوحيدة في العالم التي لا تدون اسمها على طوابعها، بل تكتفي فقط بوضع صورة لرأس الحاكم الحالي للبلاد في أحد زوايا الطابع. ذلك لأنها أول دولة أصدرت الطوابع كما هو مذكور أعلاه، لذا ترى نفسها غنية عن التعريف.
وأيضا المملكة العربية السعودية لا تكتب اسمها علي الطوابع بل تضع الشعار الخاص بها وهو عبارة عن سيفين متقاطعين تتوسطهما نخلة. وفي الوقت الحاضر هناك بعض الطوابع كتبت بحروف بارزة خاصة لتسهيل القراءة بلغة المكفوفين، وتعد دولة اليابان أول دولة تصدر هذهِ الطوابع ثم تلتها فرنسا.

## أجزاء الطوابع
للطابع خمسة أجزاء هي:
- الورق. تطبع الطوابع على أنواع مختلفة من الورق، وليس هناك نوع معين منه، فقد يكون سميكاً مثل الورق المقوى أو خفيفاً رقيقاً مثل ورق السجائر.
- الطبع . أستخدمت عدة طرق في طباعة الطوابع منذ ظهورها حتى الآن ومنها الطباعة بالحروف، والطباعة الملساء، وأشهر طريقة يطبع بها طابع البريد الآن هي الطباعة بالحفر التصويري والتي تسمح بطبع ملايين الطوابع يومياً.
- العلامة المائية . وهي الجزء غير المنظور من الطابع والمقصود منها الرسم الذي لايظهر على الطابع إلا بعد النظر إليه ضد النور. وإذا لم يظهر بهذه الطريقة فنستطيع رؤيته بوضع الطابع في إناء ملئ بالبنزين المكرر. وقد دخلت العلامة المائية على شكل تيجان إلى العراق عام 1919.
- التسنين أو الشرشرة وهي الجوانب المقصوصة للطابع. ولم تكن الطوابع في بدايتها مسننة. وقد ظهر أول طابع مسنن عام 1849. وأغلب طوابع اليوم مسننة غير أن عدد قليل جداً غير مسنن.
- التصميغ . يستخدم في تصميغ الطوابع الصمغ العربي والديكسترين لتثبيت الطابع على الرسالة.

## جمع وشراء الطوابع

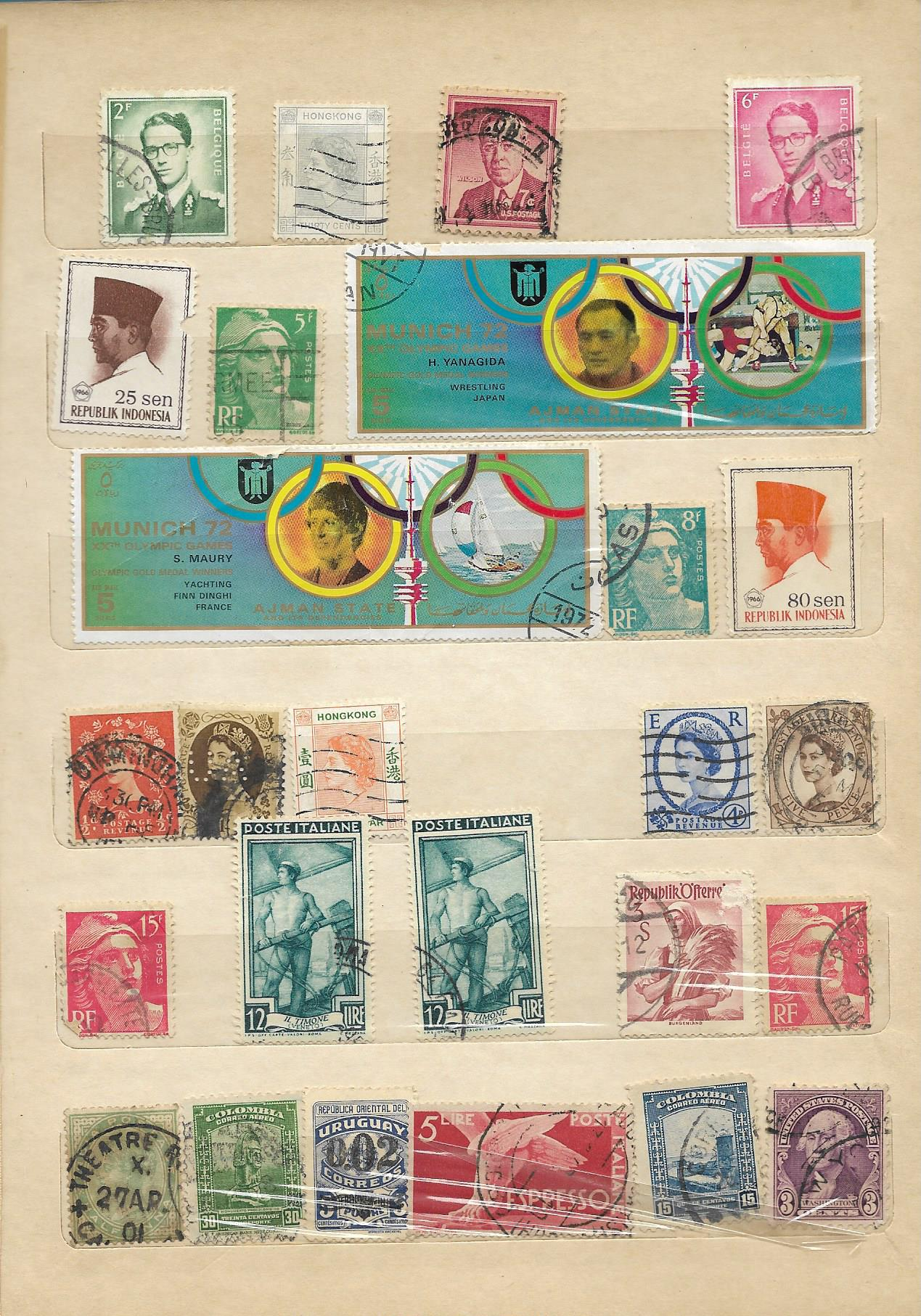
مجموعة طوابع في دفتر تخزين للطوابع

بدأت فكرة جمع الطوابع من الطوابع الملصقة على ظروف الرسائل التي وصلت للمرء ولأصدقائه من مختلف بقاع العالم. بقيت هذه الفكرة هي المصدر التقليدي لهواة الطوابع حتى يومنا هذا. هذه الهواية تصلح للكبار والصغار على السواء. العامل المشترك هو حب المعرفة، حيث أنه لكل طابع بريدي هدف أو قصة من ورائه. طوابع البريد تكرم شخصيات، تدون قصص، تحتفل بذكريات، وتخلد مناسبات من خلال طبع هذه المعلومات على الطابع نفسه. هناك بعض الجامعين الذين تهمهم أن يكون الطابع مختوم من مكاتب البريد المختلفة. بعضهم يفضل شراء الطوابع من مصدرها غير مستعملة وبدون أختام، أي من مكتب البريد. وهناك تباع الطوابع، ان كانت حديثة الإصدار، بسعرها المدون عليها. هناك عادة قسم خاص لهواة جمع الطوابع في مصالح البريد حول العالم، حيث تعرض الطوابع القديمة والحديثة هناك على حد سواء للبيع. وتقام أيضا في مختلف البلاد مؤتمرات ومعارض ومزادات علنية لتبديل وبيع الطوابع البريدية. كما أن هناك صحافة خاصة بالطوابع وأخبارها في بعض الدول الأوروبية.

## الطوابع النادرة
هناك عدد من الطوابع تدعى «الطوابع النادرة» التي تباع بأغلى الأثمان. أما سبب ندرتها فيرجع إلى العوامل التالية:
- الأخطاء المطبعية. وهي الأخطاء الطباعية التي تحصل في الطابع. وعلى سبيل المثال هناك ثلاثة طوابع تحمل رسم العلم اللبناني ووسطه شجرة الأرز الخضراء، والخطأ الذي ظهر في الطابع أن شجرة الأرز في مكان وجذعها بعيد عنها جداً. وأصدرت الولايات المتحدة الأمريكية طابعاً من فئة سنتين وقد طبعت صورة القطار بشكل مقلوب، وقد عرضت إحدى الشركات الأمريكية سعراً لشراء هذا الطابع قدره خمسة عشر ألف دولار أمريكي. وفي الكويت طبعت كلمة (الكويت) باللغة الفرنسية في بداية نشوء الإصدار البريدي وكان الصواب أن تطبع باللغة الإنكليزية. وفي ألمانيا حدث خطأ في رسم الشعار الألماني على طابع البريد الذي صدر في القرن الماضي.
- التوشيح . وهو تعديل قيمة الطوابع فقد بيع في بغداد طابع يحمل صورة الملك فيصل الأول وقد عدلت قيمته من (آنة) إلى (فلس) وهو بقيمة عشرة فلوس.

طوابع المناسبات، وهذه الطوابع التذكارية قد تختلف موضوعاتها باختلاف الموضوعات التي تطرقها أو تعالجها، كأن تكون ثقافية أو سياسية أو اجتماعية أو اقتصادية أو مناحي الحياة الأخرى المختلفة.

## طوابع بريديّة لإعانة عرب فلسطين
بعد أن وصلتهم التقارير حول قيام رجال أعمال يهود بشراء الأراضي من أصحابهم بأموالٍ طائلة، اجتمع سفراء ومندوبو الدول العربيّة في جامعة الدول العربيّة لبحث آخر التطوّرات في قضيّة فلسطين والصراع الفلسطينيّ اليهوديّ الصهيونيّ، وقرّروا إنشاء صندوق ماليّ لإعانة عرب فلسطين، فاقترح بعض المشاركين في الاجتماعات التحضيريّة للمؤتمر العربيّ العام بالاسكندريّة، إمكانيّة إصدار طوابع بريديّة تُلصق على جميع المكاتبات ويُرصد ريعها لأراضي عرب فلسطين، ضمن الاقتراح الخاص بمساهمة الحكومات والشعوب العربيّة في «صندوق الأمّة العربيّة» لإنقاذ أراضي العرب في فلسطين.

## طالع ايضاً
- تاريخ البريد والطوابع البريدية في المملكة العربية السعودية
- تاريخ البريد العراقي

## وصلات خارجية
- طوابع مختلفة
- ألبوم الطوابع
- طوابع جديدة في العالم دليل جديد من القضايا طابع بريدي (في اللغة الإنجليزية، ولكن الترجمة العربية المتاحة)
- العالم في طوابع البريد موقع يهتم بإصدارات طوابع البريد في العالم العربي قبل وبعد الاستقلال.

- الموسوعة العربية